# 心像
（又称心理图像）在大多數情況下非常類似於感受到某些物體、事件或場景的視知覺經驗，然而在感受這些經驗時，相關的物體、事件或場景並未實際呈現在感官上。有些時候的心像有著快速、变幻无常、不自主的特点，尤其是在入眠期和半醒（半意識）狀態下，此時会违背知觉，呈现千变万化的場景而無法清楚辨識目標。心像有时會产生同等於想像體验的效果。           
心像的性質、成因、功能，長期以來一直是哲學、心理學、認知科學、神經科學研究及爭議的主題。當代研究者在使用「心像」或「意象」這兩個名詞時，所意指的對象可包含來自任何感官輸入源的資訊，例如人們可能會體驗聽覺心像、嗅覺心像等。然而，大多數的哲學和科學研究都集中在「視覺心像」上。有時人們會認為，某些动物與人類一樣，也能夠体验心像。但是由于这一现象本质上是内省的，所以几乎没有证据支持或反对这種观点。 
乔治·贝克莱、大卫·休姆等哲学家以及像威廉·冯特、威廉·詹姆士般的早期实验心理学家，将一般的思想（想法、意念）理解为心像。如今普遍相信，许多心像在记忆和思维中发挥着重要作用。威廉·布兰特（William Brant，2013，p. 12）將「心像」这一用語的科学用法追溯到1870年，當時约翰·丁达尔发表了名为「想像力的科学利用」的演讲。有些人甚至认为，心像最好理解为一種内在、心理、神经的表征；而入眠心像和半醒心像的情形，根本不具表徵性。另一些人則對「心像等同於任何此类心灵或大脑的表征（或直接由其引起）」表示反對 ，但也不考慮心像的非表徵型式。   
2010年，IBM申请了一项专利，可从人脑中提取人脸心像。它使用梭形面部区域的脑测量回馈回路，激活程度与面部识别的程度成正比這項专利于2015年发布。

## 物質基礎
心灵的生物学基础尚未完全了解。fMRI的研究表明，執行心像任务時， 外侧膝状核和视觉皮层的V1区域會被激活。
視覺通路不是單向道。更高級的大脑區域也可以將視覺輸入送回視覺皮層低級區域的神經元……作為人類，我們有能力用心靈之眼——在沒有視覺輸入的情況下獲得感知體驗。例如，PET掃描顯示，當坐在房間中的受試者想像他們正站在前门開始向左或向右行走時，會激活視覺關聯皮質、頂葉皮質、前額皮質——所有更高級的大腦認知處理中心。
心靈之眼的基礎生物學雛形，發生在大腦新皮质下方較深的部分，或是說發生在感知中心所在處。丘腦被發現是獨立於其他組成部分，處理從大腦較低級和較高級組成部分所傳來的所有型式的感知數據。損傷這種組成部分會產生永久性的感知損傷，然而，當大腦皮層受損時，大腦會因應神經可塑性，以修正任何阻塞的知覺。我們可以認為，大腦皮層是個複雜的記憶儲存倉庫，從感覺系統接收到的數據透過大腦皮層進行分區。這基本上允許識別形狀，由於缺乏過濾內部產生輸入的機制，因此可能產生幻覺——看到的東西不是從外部輸入，而是從內部輸入（大腦皮層的分段感覺數據在過濾時發生錯誤，可能導致一個人看到、感覺、聽到或經歷與現實不一致的事物。）
並非所有人都有相同的內在感知能力。對許多人來說，當眼睛閉上時，其對黑暗的感知就會佔上風。然而，有些人能夠感知豐富多彩的、動態的心像。迷幻藥的使用增加了受試者有意識地獲得視覺（以及聽覺和其他感官）。
此外，松果體是產生心靈之眼的假設候選者；瑞克·斯特拉斯曼等人假設，在瀕死體驗（NDEs）和做夢的期間，外部感官數據會因此而阻斷，使得腺體分泌一種致幻化學物質——二甲基色胺（DMT），以產生內部視覺。然而，這一假說還沒有得到充分證據支持。
一個人缺乏心靈之眼的情況稱為心盲症。該術語最早是在2015年的研究中提出的。
常見的心像包括白日夢和讀書時的心理想像。還有就是運動員形容他們在訓練或比賽前，想像他們於之後所採取的一舉一動。當音樂家聽到一首歌時，他或她有時能在腦海中「看到」這首歌的音符，也能聽到它們一切的音色。這被認為不同於後效，例如殘像。在我們的腦海中喚起心像是自願的行為，因此心像被定性為處於不同程度的意識控制之下。
根據心理學家和認知科學家史蒂文·平克的研究，人類對世界的體驗在腦海中以心像的形式呈現。然後，這些心理圖像可以與其他圖像產生關聯和進行比較，並可用於合成全新的心像。從這個角度來看，心像使我們能夠形成有用的理論來解釋世界是如何運作的，方法是在我們的頭腦中形成一系列可能的心像，而無需直接體驗結果。其他生物是否有這種能力仍然有爭議。
有幾種理論用於解釋心像如何在頭腦中形成。這包括「雙碼理論」、「命題理論」和「功能等價假設」（functional-equivalence hypothesis）。艾倫·白斐歐於1971年提出了「雙碼理論」，該理論認為，我們用兩種不同的編碼來表示大腦中的資訊：「圖像編碼」和「語言編碼」。「圖像編碼」就像當人類想到狗的時候，想到的是一張狗的圖片，而「語言編碼」則是想到「狗」這個詞。在思考正義或愛等抽象詞彙時，跟思考大像或椅子等具體詞彙之間會有差別。當人類想到抽象的單詞時，就更容易用語言編碼來理解它們——找到定義或描述它們的單詞。對於具體的單詞，則使用圖像編碼並在腦海中呈現一張人或椅子的圖片，這往往比使用與之相關或描述性的單詞更容易被採用。
命題理論涉及到以一般命題代碼的型式儲存心像，該代碼儲存概念的含義，而不是心像本身。命題代碼既可以是心像的描述性代碼，也可以是符號性代碼，然后，就被重新轉換成語言和視覺代碼，形成腦海中的心像。
功能等效假說認為，心理圖像是「內部表徵」，其工作方式與對真實物體的實際感知相同。換句話說，當人們讀到「狗」這個詞的時候，腦海中浮現的狗的圖片會被解讀成人看著面前的狗的樣子。
為了劃定心像對應的特定神經關聯，已經進行多項研究，然而，研究顯示了多種結果。2001年之前發表的大多數研究表明，視覺心像的神經關聯發生在布羅德曼區第17區。聽覺心像則是在前運動區、楔前叶和內側布羅德曼區40區觀察到，這通常發生在參與者的「顳葉人聲腦區」（temporal voice area，TVA），該區域允許自上向下的成像操作、處理和儲存聽覺功能。嗅覺心像研究顯示出前梨狀皮質和後梨狀皮質有所激活；擅於使用嗅覺心像的專家擁有更大量與嗅覺區域相關的灰質。觸覺心像則發生於背外側前額葉、額下回、額回、島葉、中央溝前迴、額內回，並伴隨腹後內側核（ventral posteromedial nucleus，VPM）和殼核（半球激活對應於想像的觸覺刺激位置）基底核的激活。對味覺心像的研究揭示了前島葉、岛盖和前額葉的激活。對於某特定型式心像的新手，其灰質比與同型式心像的專家要少。對神經影像學研究的整合分析顯示，雙側背頂葉、內島葉和左額下回區域的腦活動顯著。
心像被認為與感知一起發生; 然而，感覺管道受體（sense modality recptor）受損的參與者有時可以執行該管道受體的心像。心像的神經科學已使用fMRI，利用心像的不同神經相關性產生的激活，與看似無意識的個體進行交流，未來需要對低品質意識有進一步的研究。一項對切除枕葉的患者的研究發現，他們的視覺心像的水平區域縮小了。

## 视觉心像的神经基质
视觉心像是能够创建心理表征的能力，可表徵那些不在视野中的事物、人物、场所。这种能力对于解决问题的任务，记忆和空间推理至关重要。  神经科学家已经发现，心像和知覺共享许多相同的神经基质 ，或是共享知覺功能相近的脑区，例如视觉皮层和更高級的视觉区。斯蒂芬·科斯林與同事（1999）表明早期视觉皮层17区和18/19区在视觉心像中被激活。他们发现藉由重覆經顱磁刺激（rTMS） 來抑制这些区域，這會导致视知觉和心像受损。此外，对患者的研究表明，视觉心像和视知觉具有相同的表徵组织。從感知受损的患者研究結論得知，其也在同水平的心理表征下，经历视觉心像缺陷。 
貝爾曼（Behrmann）和他的同事描述了一個病人CK ，他提供的證據挑戰了視覺心像和視知覺依賴於同一表徵系統的觀點。CK是一名33歲的患者，在交通意外後患上視覺物體失認症。這種缺陷使他無法識別並流暢地複制物體。令人驚訝的是，他從記憶中準確描繪物體的能力表明，他的視覺心像是正常完好的。此外，CK還成功地完成了其他需要視覺心像來判斷大小、形狀、顏色和組成的任務。這些發現與之前的研究相衝突，因為研究表明視覺心像和視知覺之間存在部分分離。CK表現出一種與視覺心像的相應缺陷無關的知覺缺陷，這表明這兩個過程的心理表徵系統可能並不完全由相同的神經基質介導。
施勒格爾（Schlegel）和他的同事對操作視覺心像過程中所激活的區域進行了fMRI分析。他們確定了11個雙側皮層和皮層下區域，當處理視覺心像時，這些區域的激活程度比僅僅維持心像時要高。這些區域包括枕葉和腹流區，兩個頂葉區域，後頂葉皮質和楔前葉，以及三個額葉區域，額葉眼動區，背外側前額葉和前額葉皮質。由於這些區域被懷疑與工作記憶和注意力有關，作者提出這些頂葉、前額葉和枕葉區域是網路的一部分，參與調節視覺心像的操作。這些結果表明，視覺心像是視覺區域中自上而下的激活。
艾斯海（Ishai）等人利用動態因果模型（DCM）確定皮層網路的連通性，結果表明，用於中介視覺心像的網路是由前額葉皮層和後頂葉皮層的活動所激活。從記憶中產生的物體會導致前額葉和後頂葉區域的初始激活，然後透過後向連接激活早期的視覺區域。前額葉皮層和後頂葉皮層的激活也參與了長期記憶中物體表徵的提取、工作記憶的維持，以及在視覺心像中的注意。因此，艾斯海等人認為中介視覺心像的網路是由後頂葉皮層和前額葉皮層產生的注意機制構成的。
視覺心像的生動性是個體完成心像任務所需能力的一個重要組成部分。視覺心像的生動性不僅在個體之間變化，也在個體之內變化。戴克斯特拉（Dijkstra）和他的同事發現，視覺心像生動性差異取決於視覺心像與視知覺之間神經基質的重疊程度。他們發現，在整個視覺皮層、楔前葉頂葉、右側頂葉和內側額葉的心像和感知之間的重疊，預示了心理表徵的生動程度。視覺區域以外的激活區域被認為是驅動特定心像的過程，而不是與知覺共享的視覺過程。有人認為楔前葉從心像中選取重要的細節而有助於生動。在工作記憶和視覺心像的過程中，內側額葉皮層被懷疑參與了提取和整合來自頂葉和視覺區域資訊。右頂葉皮層在注意力、視覺檢查和穩定心理表徵方面似乎很重要。總之，視覺心像及知覺的神經基質在視覺皮層以外的區域有所重疊，而這些區域重疊程度與產生心像時的心理表徵生動度有關。

## 在实验心理学
透過实证，认知心理学家和认知神经科学家检验了一些「人类大脑是否以及如何在认知中使用心像」的哲学问题。 
这些实验中，其中一項被检验的理论是1970年代「大脑是序列計算機」的哲学比喻。心理学家芝農·派利夏恩认为，人类心智藉由将心像分解为潜在的数学命题来处理。罗杰·谢泼德和杰奎琳·梅茨勒（Jacqueline Metzler）則挑戰了這觀點，他們展示了幾組由三維「塊狀物體」所繪成的二维線圖，其中一些第二張線圖是「第一个物體」的旋转，接著要求受試者指出塊狀物體是否与第二張線圖相同。  谢泼德和梅茨勒提出，如同当时占主导地位的认知觀點「序列數位计算机 」所假設，如果我们将物體分解，在心理上将其重新成像为基本的数学命题，那么可以预期「确定物体是否相同，所花费的时间」与「物体的旋转程度」无关。結果谢泼德和梅茨勒发现了相反的情况：「心像任务中的旋转程度与参与者得到答案所花费的时间之间，存在线性关系。」
心理旋轉的實驗結果意味著，人類的心智及大腦以結構型態的和拓樸的（topographic and topological ）整體型式维持和操纵心像。而心理學家很快就對這個涵義進行測試。斯蒂芬·科斯林和他的同事在一系列的神经成像实验中表明，在人腦視覺皮層裡，類似字母「F」的物體，它們的心像如同物體一樣地映射、維持、旋轉。科斯林的工作也表明，想像刺激和感知刺激的神經映射十分相似。研究得出的结论是，虽然他们研究的神经过程要依賴数学和计算的基礎，但大脑似乎也经过了优化，擅長處理一系列拓扑图像的數學计算，而非物體数学模型的计算。
近年来，神经学和神经心理学对心像的研究，进一步质疑了「心智是序列計算機」的理论，认为人的心像具有视觉化和动觉化的双重表现。例如，几项研究已经证明，人們在與人體關節不相容的方向上旋轉物體（例如手）的線條圖時，速度較慢。而手臂疼痛、受傷的患者，當手的線條圖從受傷的一側開始心理旋轉時，速度也會慢下來。
包括科斯林在内的一些心理学家认为，出现这种结果是因为大脑处理视觉心像和運動心像的系统不同，因此系統之间產生干扰。随后的神经成像研究表明，當参与者实际操作三維塊狀物以黏出如線圖中所绘物體時，可诱导出运动心像和视觉心像系统之间的干扰。阿莫林（Amorim）等人的研究表明，当谢泼德和梅茨勒的三維塊狀物的線圖中加入一個圓柱形的「頭」时，参与者解决心理旋转问题的速度會更快、更准确。他們認為，運動的體現不僅僅只是抑制視覺心像的「干擾」，也能夠促進心像。
随着认知神经科学对心像的研究不断深入，研究的范围从「序列与平行」或「結構型態处理」（topographic processing）的问题扩展到心像与知觉表征之间的关系问题。大脑成像（fMRI和ERP）和对神经心理学患者的研究，都被用来验证这样一种假设：「即心像是从大脑表征的记忆中重新激活，而大脑表征通常是在感知外部刺激时被激活。」換句话说，如果感知一个苹果激活了大脑视觉系统中的轮廓、位置、形状和颜色表征，那么想像苹果則使用儲存在记忆中的資訊，激活了部分或所有这些相同的表征。这一观点的早期证据来自神经心理学。脑损伤会以特定的方式损害感知能力，例如透過破坏形状或颜色表征，但似乎也会以类似的方式损害心像。对正常人大脑功能的研究也支持这一结论，研究显示，当受试者想像视觉的物体和场景时，大脑的视觉区域是会活动的。
關於心像的神经地位，前述所提以及大量相关的研究已在认知科学、心理学、神经科学、哲学產生相对共识。總而言之，研究人员一致认为，虽然大脑内没有小人可以观察这些心像，但我们的大脑确实会形成并维持心像為圖像般的整體。这些图像究竟是如何在人脑中儲存和处理的，尤其在语言和交流中，这个问题仍是一个值得研究的领域。

## 替代效应
心像可以作为想像体验的替代品 ：想像某種体验可以唤起类似的认知、生理、行为結果，就像是在现实拥有相应的体验。目前至少记录了四类这样的效果。 
1. 想像的经验被認為有证据价值，如同物证一樣。
2. 实例化的心理练习帶來的表现益处，与身体练习的情形相同。
3. 想像吃過食物，會减少实际所吃的食物量。
4. 想像達成目标，會降低实现实际目标的动力。